# Joanna Wajs
Joanna Wajs (ur. 20 maja 1979 w Warszawie) – polska poetka, prozaik, krytyk literacki, tłumacz literatury pięknej z języka włoskiego, dziennikarka.

## Życiorys
Ukończyła filologię polską w ramach Międzywydziałowych Indywidualnych Studiów Humanistycznych na Uniwersytecie Warszawskim oraz filologię włoską. Otrzymała stypendium Ministra Kultury i Rządu Republiki Włoskiej.
Publikowała między innymi w: „Gazecie Wyborczej”, „Midraszu”, „Nocy Poetów”, „Nowej Okolicy Poetów”, „Studium”, „Toposie”, „Twórczości”, „Lampie”, „Mój pies”. Z języka włoskiego tłumaczyła m.in. teksty Dino Buzzatiego, Monizy Alvi i Oriany Fallaci, ponadto m.in. poezję Philipa Larkina. Od 2005 roku była redaktorem naczelnym pisma Kocie sprawy. Od 2008 jest redaktorem w wydawnictwie „Nasza Księgarnia”.
Za tom wierszy pt.: Sprzedawcy kieszonkowych lusterek otrzymała Nagrodę im. Kazimiery Iłłakowiczówny (2005), nagrodę literacką Polskiego Towarzystwa Wydawców Książek (PTWK) w dziedzinie poezji (2006), II nagrodę w Ogólnopolskim Konkursie Literackim „Złoty Środek Poezji” 2005 na najlepszy poetycki debiut książkowy roku 2004 oraz nagrodę Dżonki 2006 – Nagroda imienia Stachy Zawiszanki (Kraków, 2006).

## Twórczość
- Sprzedawcy kieszonkowych lusterek (Zielona Sowa – Studium Literacko-Artystyczne przy Instytucie Polonistyki Uniwersytetu Jagiellońskiego 2004, ISBN 83-7389-820-4; seria: „Biblioteka Studium”: nowa proza i poezja polska, t. 69)[5][6].

## Tłumaczenia
- Oriana Fallaci, Siła rozumu (Cyklady 2004, ISBN 83-86859-93-8)
- Oriana Fallaci, Wywiad z sobą samą. Apokalipsa (Cyklady 2005, ISBN 83-86859-98-9)
- Oriana Fallaci, Wywiad z sobą samą. Apokalipsa/Siła rozumu/Wściekłość i duma (wespół z Krzysztofem Hejwowskim; Cyklady 2005, ISBN 83-60279-04-7)
- Valerio Evangelisti, Mater terribilis (Społeczny Instytut Wydawniczy Znak 2007, ISBN 978-83-240-0865-0)

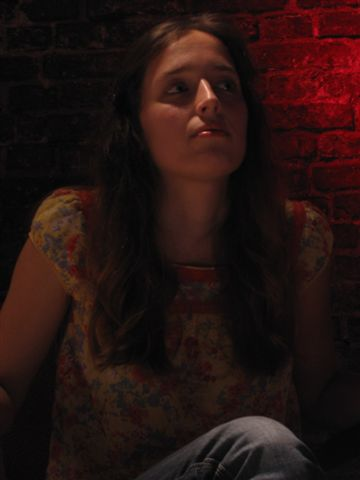
Joanna Wajs

- Valerio Evangelisti, Nicolas Eymerich, inkwizytor (Społeczny Instytut Wydawniczy Znak 2007, ISBN 978-83-240-0828-5)
- Valerio Evangelisti, Cherudek (Społeczny Instytut Wydawniczy Znak 2008, ISBN 978-83-240-0916-9)
- Ryszard Kapuściński, Dałem głos ubogim. Rozmowy z młodzieżą (przedm. Alicja Kapuścińska; Tekst częściowo tłumaczony z języka włoskiego, wespół z Magdaleną Szymków; Wydawnictwo Znak 2008, ISBN 978-83-240-0902-2)
- Tiziano Terzani, W Azji (W.A.B. 2009, ISBN 978-83-7414-643-2, seria: „Terra Incognita”; W.A.B. 2011, ISBN 978-83-7747-564-5)[7]
- Aleksandra Klich, Brat Karol, siostra Wanda. Opowieść o przyjaźni Karola Wojtyły i Wandy Półtawskiej (tłumaczenia tekstów włoskich; Agora 2009, ISBN 978-83-7552-711-7)
- Marco Polo, Opisanie świata (przeł. Anna Ludwika Czerny; wstępem i przypisami opatrzył Marian Lewicki; przedmowa Umberto Eco, przeł. Joanna Wajs; W.A.B. 2010, ISBN 978-83-7414-806-1)
- Jeff Kinney, Biała gorączka (Nasza Księgarnia 2011, ISBN 978-83-10-12241-4)
- Jeff Kinney, Przykra prawda (Nasza Księgarnia 2011, ISBN 978-83-10-11986-5)
- Jeff Kinney, Trzeci do pary (Nasza Księgarnia 2011, ISBN 978-83-10-12399-2)
- Umberto Eco, Po drugiej stronie lustra i inne eseje. Znak, reprezentacja, iluzja, obraz (W.A.B. 2012, ISBN 978-83-7414-902-0; seria: „Seria z Wagą”)
- Esther Woolfson, Corvus. Życie wśród ptaków (wespół z Adamem Pluszką, W.A.B. 2012, ISBN 978-83-7747-540-9; seria: „Biosfera”)
- Jeff Kinney, Zrób to sam! (Nasza Księgarnia 2013, ISBN 978-83-10-12333-6)
- Jeff Kinney, Zezowate szczęście (Nasza Księgarnia 2014, ISBN 978-83-10-12650-4)
- Sherri Duskey Rinker, Tom Lichtenheld, Snów kolorowych, placu budowy (Nasza Księgarnia 2014, ISBN 978-83-10-12651-1)

## Opracowania
- Poczytaj mi mamo. Księga 1 (redaktor prowadzący; zawiera: Daktyle / Danuta Wawiłow; il. Edward Lutczyn. Noc kota Filemona / Sławomir Grabowski, Marek Nejman; il. Julitta Karwowska-Wnuczak. Niebieska dziewczynka / Janina Porazińska; il. Zdzisław Witwicki. Kolczatek / Helena Bechlerowa; il. Danuta Przymanowska-Rudzińska. Wilczy apetyt / Sławomir Grabowski, Marek Nejman; il. Julitta Karwowska-Wnuczak. Chcę mieć przyjaciela / Danuta Wawiłow; il. Zbigniew Rychlicki. Cień pradziadka / Sławomir Grabowski, Marek Nejman; il. Julitta Karwowska-Wnuczak. Przygoda na balkonie / Helena Bechlerowa; il. Maria Orłowska-Gabryś. Agnieszka opowiada bajkę / Joanna Papuzińska; il. Anna Stylo-Ginter. Zaczarowana fontanna / Helena Bechlerowa; il. Elżbieta Gaudasińska; Nasza Księgarnia 2010, ISBN 978-83-10-11914-8; seria: „Z Biblioteki Wydawnictwa Nasza Księgarnia”)
- Poczytaj mi mamo. Księga 2 (redaktor prowadzący; zawiera: Zarozumiała łyżeczka / Elżbieta Szeptyńska; il. Edward Lutczyn. Kiedy byłam mała / Danuta Wawiłow; il. Wanda Orlińska. Mój piękny, złoty koń / Wanda Chotomska; il. Krystyna Witkowska. Kto kiedy zasypia / Maria Łastowiecka; il. Elżbieta Gaudasińska. Kącik ze smokiem / Helena Bechlerowa; il. Maria Uszacka. W aeroplanie / Julian Tuwim; il. Mirosław Tokarczyk. Co mam / Małgorzata Musierowicz; il. Wanda Orlińska. Ptasie ulice / Tadeusz Kubiak; il. Tomasz Borowski. Trzymaj się, Kamil / Wanda Chotomska; il. Zbigniew Rychlicki. Co w rurach piszczy / Sławomir Grabowski, Marek Nejman; il. Edward Lutczyn; Nasza Księgarnia 2011, ISBN 978-83-10-12107-3; seria: „Z Biblioteki Wydawnictwa Nasza Księgarnia”)
- Ludwik Jerzy Kern, Ludwik Jerzy Kern dzieciom (ilustr. Katarzyna Bajerowicz; wstęp Ryszard Marek Groński; wybór i układ tekstów: Joanna Wajs, Marta Stebnicka-Kern; Nasza Księgarnia 2012, ISBN 978-83-10-12271-1).
- Poczytaj mi mamo. Księga 3 (redaktor prowadzący; zawiera: Sąsiedzi / Maria Kowalewska; il. Janina Krzemińska. Boję się... / Małgorzata Musierowicz; il. Wanda Orlińska. Warszawskim statkiem / Tadeusz Kubiak; il. Tomasz Borowski. Wyładunek z przeszkodami / Hanna Łochocka; il. Danuta Przymanowska-Rudzińska. Muzyka na krzywej wieży / Wiera Badalska; il. Bożena Truchanowska. Kapeć / Stanisława Domagalska; il. Edward Lutczyn. O gadającym zegarze i maszynie do pisania wierszy / Sławomir Grabowski, Marek Nejman; il. Maria Uszacka-Godlewska. Katar żyrafy / Ryszard Marek Groński; il. Maria Uszacka-Godlewska. Kameleon / Ryszard Marek Groński; il. Tomasz Borowski. Przepraszam, smoku / Wiera Badalska; il. Maria Uszacka-Godlewska; Nasza Księgarnia 2012, ISBN 978-83-10-12269-8; seria: „Z Biblioteki Wydawnictwa Nasza Księgarnia”)
- Poczytaj mi mamo. Księga 4 (redaktor prowadzący; zawiera: Stefek Burczymucha / Maria Konopnicka; il. Włodzimierz Terechowicz. Piernikowy rycerz / Hanna Łochocka; il. Anna Stylo-Ginter. Niezwykłe zdarzenie / Ryszard Marek Groński; il. Krystyna Michałowska. O Ali, Wojtku, kocie i rysowaniu na płocie / Maria Łastowiecka; il. Włodzimierz Terechowicz. Błękitna tajemnica / Piotr Wojciechowski; il. Krystyna Michałowska. Pierwszy spacer / Maria Łastowiecka; il. Danuta Przymanowska-Rudzińska. Pomysł / Joanna Papuzińska; il. Włodzimierz Terechowicz. Chory kotek / Stanisław Jachowicz; il. Maria Uszacka-Godlewska. Nie zjem cię, jak opowiesz / Sławomir Grabowski, Marek Nejman ; il. Włodzimierz Terechowicz. Parasol / Maria Konopnicka; il. Anna Stylo-Ginter; Nasza Księgarnia 2013, ISBN 978-83-10-12452-4; seria: „Z Biblioteki Wydawnictwa Nasza Księgarnia”)